# Полістилізм
Полістилізм у музиці (від грец. poly — багато і стиль) — навмисне поєднання в одному творі несумісних або надзвичайно відмінних, різнорідних стилістичних елементів.
Основні форми полістилізму:
- колаж;
- цитата;
- псевдоцитата;
- ілюзія;
- алюзія;
- натяк тощо.

## Характеристика та застосування
Термін «полістилістика» найчастіше відносять до музики Шнітке (який і ввів цей термін у 1971 році), хоча як принцип полістилістики відзначається набагато раніше, наприклад, у музиці Чарлза Айвза та Курта Вайля. Першим твором, де Шнітке застосував полістилістику, вважається музика до мультфільму А. Хржановського «Скляна гармоніка» (1968), що охоплює елементи стилів у діапазоні від Баха до нововіденської додекафонії. У творчості 1970-х і 1980-х років Шнітке застосовував полістилістику систематично.
Основні форми полістилістики: цитата (хорал із 60-ї кантати Й. С. Баха в скрипковому концерті А. Берґа), псевдоцитата (вільжоцитата, квазіцитата; наприклад, «Марш ентузіастів» І. О. Дунаєвського в Першій симфонії Шнітке), алюзія (фінал П'ятнадцятої симфонії Д. Д. Шостаковича після цитат із музики Р. Вагнера у вступі мелодія нагадує початок його опери «Трістан і Ізольда», але у висновку збігається з початком романсу «Не спокушай» М. І. Глінки).
Деякі дослідники трактують поняття полістилістики розширено, відносячи до неї різні прояви стильової еклектики, в тому числі, в рамках неокласицизму і неоромантизму, але найчастіше до області полістилістики відносять різностильовість, характерну для постмодернізму («Гімни» К. Штокгаузена, «Симфонія» Л. Беріо, «Великий мертвіярх» Д. Ліґеті, твори В. Риму та С. Шарріно). Водночас варіації на запозичену тему, використання народної мелодії або імітацію її стилю (хор поселян в опері «Князь Ігор» А. П. Бородіна, інструментування творів інших композиторів, деякі види цитат (мелодія Ґретри в опері «Винова краля» П. І. Чайковського), нездатність витримати єдиний стиль (через незрілість митця) не відносяться до полістилістики.
Термін «полістилістика» в музиці характерний для радянського музикознавства, в західних джерелах систематично не застосовується.